# Citroën C35
Citroën C35 var en varebil udviklet sideløbende med Fiat 242 og bygget af Fiat i Italien fra efteråret 1973 til sommeren 1987, og herefter af Chausson i Frankrig fra sommeren 1987 til starten af 1991.
Modellen skulle supplere Citroën HY i Citroëns varebilsprogram, og på længere sigt også afløse HY. Bilen rådede over dengang ikke almindelige særlige tekniske kendetegn som f.eks. forhjulstræk, fire skivebremser og enkelte hjulophæng på alle fire hjul. Oprindeligt skulle modellen kun have været solgt som C32 med 3,2 tons tilladt totalvægt, men blev opgraderet til C35 med 3,5 tons tilladt totalvægt.
I starten af 1974 kom C35 på markedet med 2,0-liters benzinmotor og 2,2-liters dieselmotor hentet fra Citroën CX. Modellen fandtes fra fabrikken som kassevogn, chassis til opbygning, minibus, ambulance og autocamper.
I foråret 1980 blev modellen modificeret: En 2,5-liters dieselmotor afløste den hidtidige 2,2'er, blinklysene blev placeret ved siden af forlygterne og modellen fandtes med baklys. I slutningen af 1984 blev instrumentbrættet modificeret.
I sommeren 1987 indstilledes produktionen af Fiat 242, og produktionen af Citroën C35 blev flyttet til Chausson i Frankrig.
Produktionen af C35 blev indstillet i starten af 1991 efter 145.000 byggede eksemplarer. Efterfølgeren var Citroën C25 med øget lasteevne og tilladt totalvægt.